# Monplaisant
Monplaisant település Franciaországban, Dordogne megyében. Lakosainak száma 268 fő (2022. január 1.). Monplaisant Siorac-en-Périgord, Pays-de-Belvès, Sagelat, Saint-Pardoux-et-Vielvic, Urval és Belvès községekkel határos.

## Népesség
A település népességének változása:
| Lakosok száma | 211  | 218  | 216  | 265  | 275  | 286  | 296  | 300  | 289  | 268  |
|               | 1968 | 1982 | 1990 | 2006 | 2013 | 2015 | 2017 | 2019 | 2020 | 2022 |